# Taracus silvestrii
Espèce
Taracus silvestrii est une espèce d'opilions dyspnois de la famille des Taracidae.

## Distribution
Cette espèce est endémique d'Oregon aux États-Unis. Elle se rencontre dans le comté de Josephine dans le monument national des cavernes de l'Oregon dans la grotte Oregon Cave.

## Description
Le juvénile holotype mesure 2 mm.
Le mâle décrit par Shear et Warfel en 2016 mesure 7,26 mm.

## Systématique et taxinomie
Cette espèce a été décrite par Roewer en 1929.

## Étymologie
Cette espèce est nommée en l'honneur de Filippo Silvestri.

## Publication originale
- Roewer, 1929 : « Zwei nordamerikanische Höhlen-Opilioniden. » Bollettino del Laboratorio di Zoologia Generale e Agraria della Facolta Agraria in Portici, vol. 23, p. 10–12.